# Oliver Wakeman
Oliver Wakeman (Londra, 26 febbraio 1972) è un tastierista e compositore britannico, figlio di Rick Wakeman e noto per aver collaborato con vari gruppi ed artisti, tra i quali gli Yes (band in cui ha militato il padre), il tastierista Clive Nolan e Tracy Hitchings.
Ha anche preso parte alle registrazioni dell'album solista di Steve Howe, Spectrum, mentre il chitarrista britannico ha a sua volta suonato nel suo The 3 Ages of Magick.
Recentemente Oliver è andato in tour con Bob Catley, è stato ospite in un progetto  Ayreon nel 2004 ed ha sostituito Herb Schildt nel concerto degli Starcastle presso il RoSfest (Rites of Sprinf Festival) del 2007.
Nel 2007 il sito ufficiale degli Yes annuncia la partecipazione di Oliver al tour per il quarantesimo anniversario di carriera della band, che verrà però posticipato a causa delle cattive condizioni di salute del cantante Jon Anderson.
Nel 2010 dopo aver lasciato gli Yes Oliver si unisce agli Strawbs, altra band in cui militò il padre, per il tour canadese, britannico e italiano.

## Discografia
- 1997 Heaven's Isle
- 1999 Jabberwocky, con Clive Nolan e Tracy Hitchings
- 1999 Chakras
- 2001 The 3 Ages of Magick
- 2002 Hound of the Baskervilles, con Clive Nolan e Tracy Hitchings
- 2002 The View from Here (singolo)
- 2003 Purification by sound
- 2004 The Human Equation (con il progetto Ayreon)
- 2005 Spectrum (album di Steve Howe)
- 2005 Mother's Ruin
- 2009 Coming to Town
- 2010 Dancing to the Devil's Beat (album degli Strawbs)
- 2011 Fly from Here (album degli Yes. Oliver Wakeman partecipa suonando nei brani Fly from Here pt 1, Fly from Here pt 5, Hour of Need. È inoltre coautore del brano Into the Storm)
- 2011 In the present - Live From Lyon (album degli Yes pubblicato nel 2011 ma registrato nel 2009)